# لويس ألبرتو راميريز
لويس ألبرتو راميريز (بالإسبانية: Luis Alberto Ramírez Benites)‏ (10 نوفمبر 1984 بليما في بيرو - ) هو مدرب كرة قدم ولاعب كرة قدم بيروفي في مركز الوسط. شارك مع منتخب بيرو لكرة القدم. أما مع النوادي، فقد لعب مع الجامعي دي بيرو وبوتافوغو ريغاتاس وسيينسيانو ونادي بونتي بريتا ونادي كورينثيانز ونادي ليبرتاد وكورونل بولوجنسي.

## وصلات خارجية
- لويس ألبرتو راميريز على موقع الاتحاد الدولي (مؤرشف)  (الإنجليزية)
- لويس ألبرتو راميريز على موقع إي إس بي إن إف سي (الإنجليزية)
- لويس ألبرتو راميريز على موقع قاعدة بيانات كرة القدم.إي يو (الإنجليزية)
- لويس ألبرتو راميريز على موقع ناشيونال فوتبول تيمز (الإنجليزية)
- لويس ألبرتو راميريز على موقع Soccerway.com (الإنجليزية)